# François Perrier (malarz)

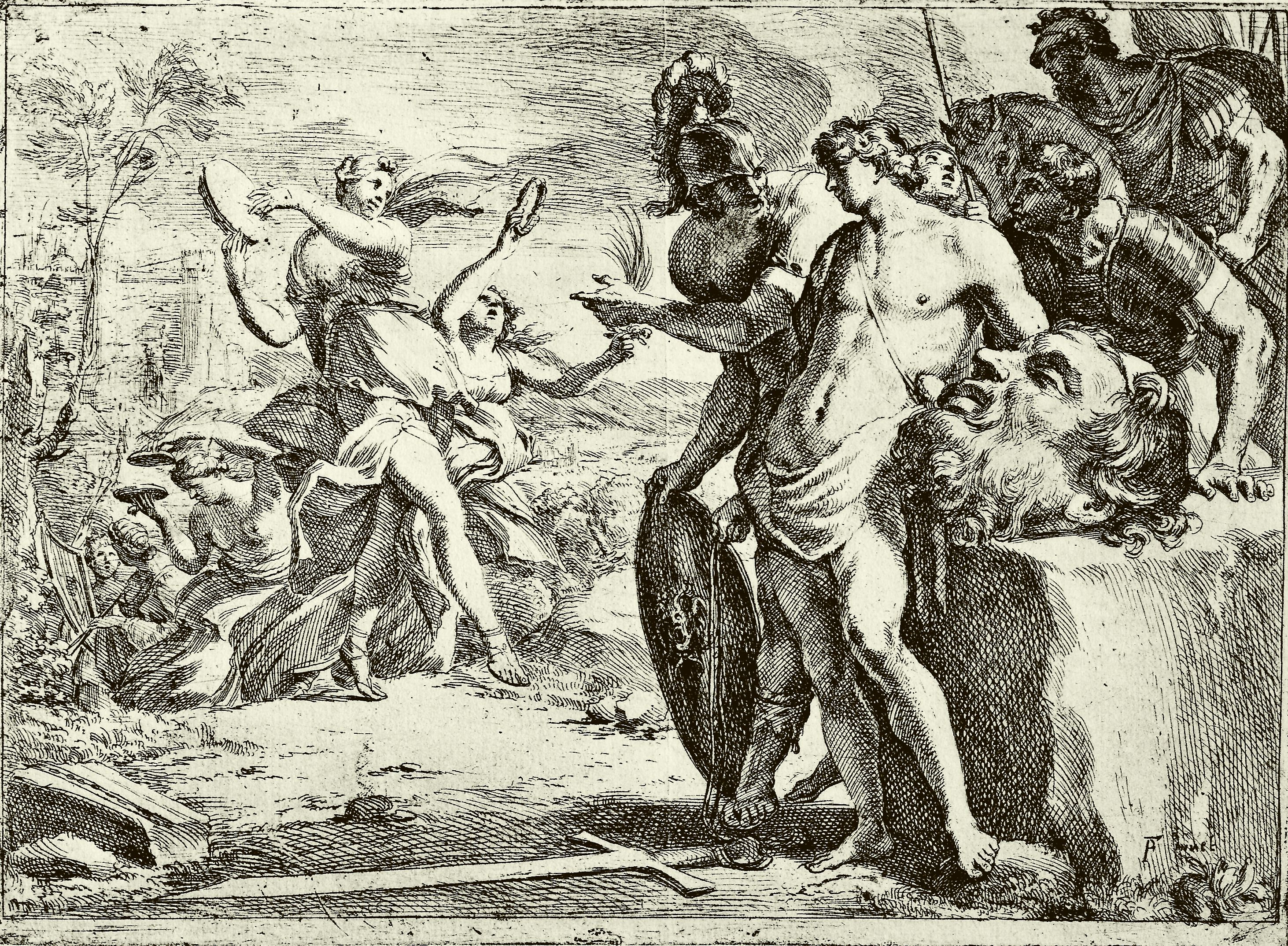
Dawid z głową Goliata (miedzioryt)

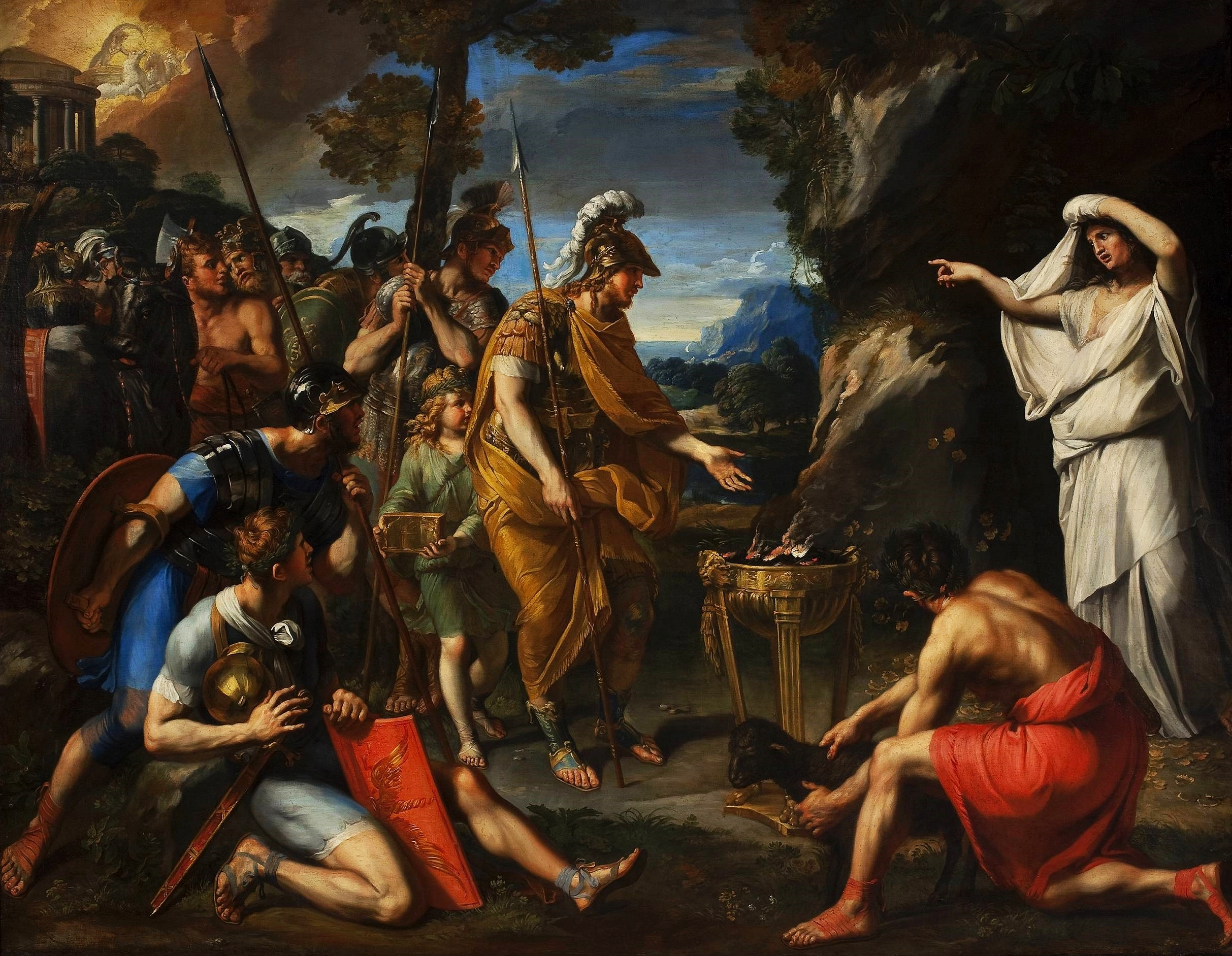
Eneasz i Sybilla, (1646)

François Perrier (ur. ok. 1590 w Saint-Jean-de-Losne, zm. 2 listopada 1649 w Paryżu) – francuski malarz i miedziorytnik.

## Życiorys
Około roku 1625 przybył do Rzymu i rozpoczął naukę u Giovanniego Lanfranco.
Po krótkim pobycie w Lyonie przybył 1630 do Paryża, gdzie współpracował z malarzem nadwornym Simonem Vouet. Jego uczniem był w latach 1632–1634 Charles le Brun.
1635 przeniósł się Perrier ponownie do Rzymu, gdzie pracował nad freskami w pałacu Peretti-Almagià. W Rzymie 1638 sporządził cykl stu miedziorytów przedstawiających najsłynniejsze antyczne rzeźby rzymskie, zatytułowaną "Segmenta nobilium signorum et statuarum, quae temporis dentem invidium evasere urbis aeternae ruinis erepta typis aeneis ab ce commissa" (Części szlachetnych znaków i posągów, zazdrosnym zębem czasów spustoszone, z ruin wiecznego miasta wydobyte, czcionką enejską opisane).
Około 1645 powrócił do Paryża, gdzie wspólnie z Eustache Le Sueur pracował w Hotel Lambert.
1648 wraz z dwunastoma innymi artystami utworzył Królewską Akademię Malarstwa i Rzeźby (Académie royale de peinture et de sculpture) w Paryżu.
Z jego dzieł malarskich zachowało się niewiele. Najcenniejszą częścią jego spuścizny jest seria miedziorytów rzymskich.
Jako nauczyciel Charlesa le Brun wywarł znaczny wpływ na rozwój malarstwa francuskiego.
W zbiorach warszawskiego Muzeum Narodowego znajduje się jego obraz "Eneasz i Sybilla".